# Villmergen
Villmergen est une commune suisse du canton d'Argovie, située dans le district de Bremgarten.

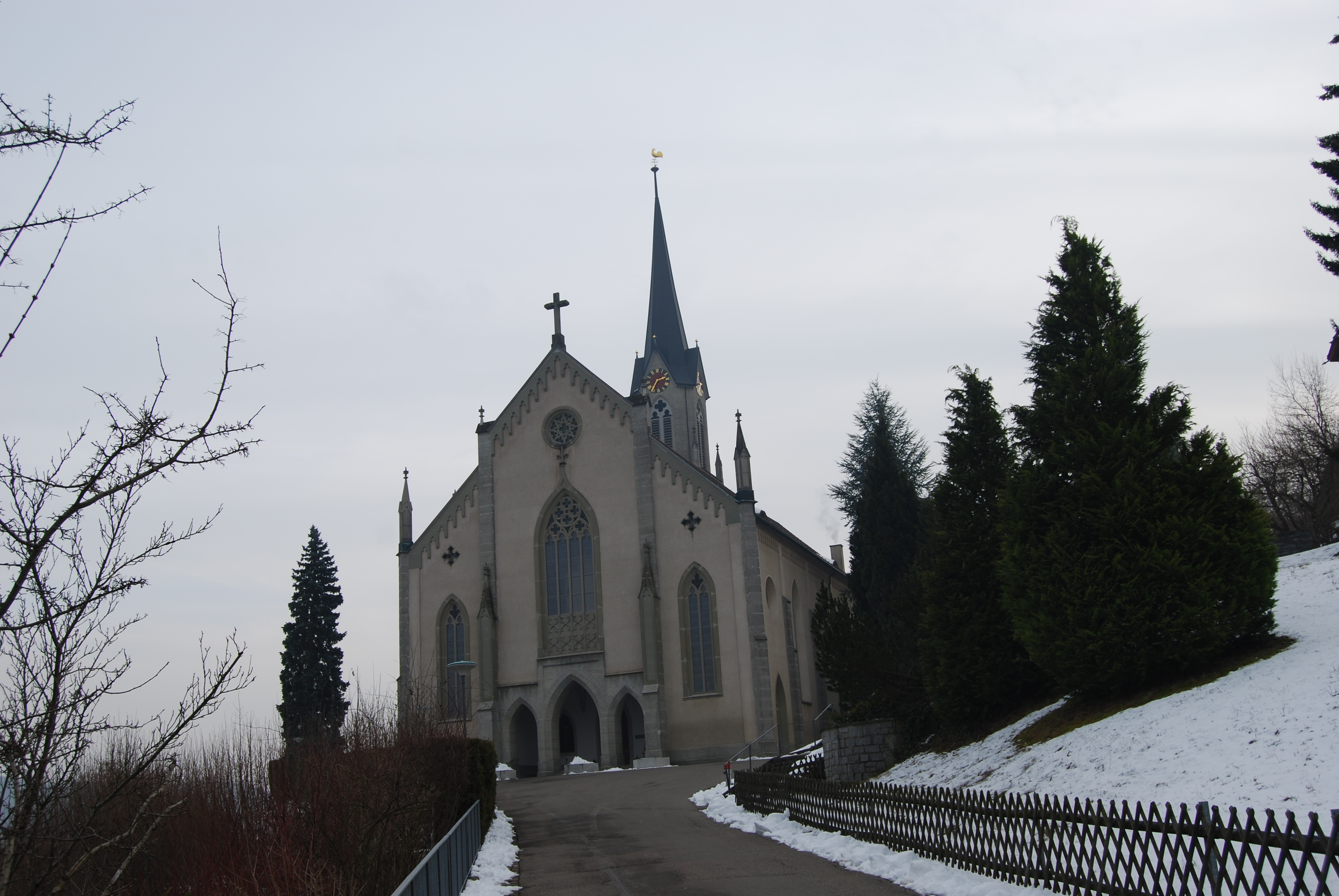
Église de Villmergen.

## Histoire
Depuis le 1er janvier 2010, la commune de Hilfikon est intégrée à la commune de Villmergen.

## Monuments notables

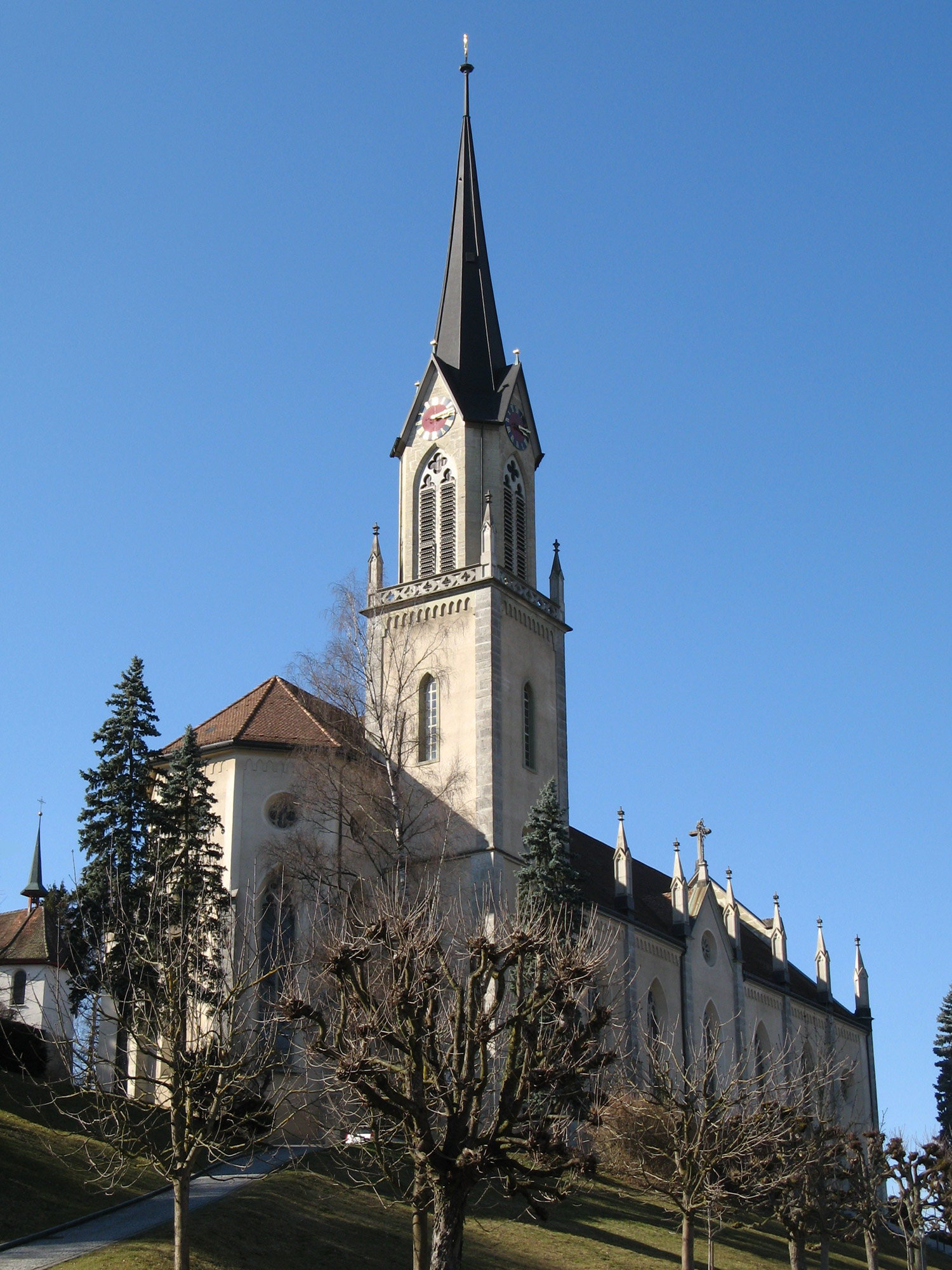
Église de Villmergen.

Photo aérienne prise à 400 m par Walter Mittelholzer (1925).

Église catholique des Saints Pierre et Paul, attestée de 1185 et reconstruite en 1863-1866.